# Trigonotylus saileri
Trigonotylus saileri är en insektsart som beskrevs av Carvalho 1957. Trigonotylus saileri ingår i släktet Trigonotylus och familjen ängsskinnbaggar. Inga underarter finns listade i Catalogue of Life.